# Чемпіонат України з боксу 2006
XV Чемпіонат України з боксу серед чоловіків — головне змагання боксерів-любителів в Україні, організоване Федерацією боксу України, що відбулося з 13 по 19 березня 2006 року в Одесі в приміщенні Палацу спорту. Більше, ніж 200 спортсменів змагалися за нагороди у 11 вагових категоріях.

## Медалісти
| Категорія:                         | Золото:             | Срібло:              | Бронза:                                |
| Перша найлегша вага (до 48 кг)     | Георгій Чигаєв      | Ігор Шайнер          | Павло Гнатовський Олександр Грищук     |
| Найлегша вага (до 51 кг)           | Василь Ломаченко    | Віталій Михальков    | Віталій Волков Дмитро Бобошко          |
| Легша вага (до 54 кг)              | Олександр Кириченко | Олексій Джунківський | Олег Шайнер Олександр Череп            |
| Напівлегка вага (до 57 кг)         | Сервін Сулейманов   | Дмитро Буленков      | Віктор Чорноус Дмитро Єрофєєв          |
| Легка вага (до 60 кг)              | Олександр Ключко    | Іван Редкач          | Володимир Матвійчук В'ячеслав Кісліцин |
| Перша напівсередня вага (до 64 кг) | Микола Семеняга     | Артем Айвазіді       | Віктор Постол Сергій Москотов          |
| Напівсередня вага (до 69 кг)       | Давид Табатадзе     | Олександр Стрецький  | Дмитро Романовський Іван Сенай         |
| Середня вага (до 75 кг)            | Олександр Усик      | Сергій Дерев'янченко | Максим Джабаров Юрій Смирнов           |
| Напівважка вага (до 81 кг)         | Ісмаїл Сіллах       | Євген Безуглов       | В'ячеслав Шабранський Олексій Разумов  |
| Важка вага (до 91 кг)              | Денис Пояцика       | Олександр Сівко      | Олексій Тютюник Віталій Міхеєнко       |
| Надважка вага (більше 91 кг)       | В'ячеслав Глазков   | Андрій Руденко       | Роман Капітоненко Роман Мельник        |